# Julia (1984)
Julia è un personaggio letterario che compare nell'opera distopica di George Orwell 1984. Il suo cognome non è mai rivelato nel libro.

## Descrizione e ruolo nel romanzo
Come lei stessa racconta, Julia nasce nel 1958 in Oceania, il super-stato che combina il Nord e Sud America, Sud Africa, Australia e Regno Unito (rinominato Pista Uno). La sua conoscenza degli eventi precedenti alla Rivoluzione è scarsa, in quanto la sua unica fonte di informazioni è stato il nonno, scomparso quando lei aveva solo otto anni. Julia appare ben integrata nella vita abituale di Oceania. In particolare prende parte alla Lega Giovanile Anti-sesso, ai due minuti d'odio e alle comunità sociali. Queste attività però servono a Julia per mascherare il suo vero essere, la propria promiscuità sessuale e l'odio verso il Partito.
Julia fa la prima comparsa nel libro all'età di 26 anni ed è descritta come una donna affascinante con folti capelli scuri, faccia lentigginosa e un fisico atletico. È inoltre un'entusiasta partecipante ai due minuti d'odio diretti contro Emmanuel Goldstein. Winston Smith, un impiegato del Ministero della Verità, è disgustato dal fervore di Julia e addirittura fantastica di violentarla e ucciderla quando incomincia a pensare che Julia possa essere un membro della Psicopolizia.
La realtà però è diversa. Alcuni giorni dopo, Julia fa ricevere a Winston un piccolo foglio di carta con scritto: "Ti Amo". I due, con non poche difficoltà, stringono una relazione e diventano amanti. Si scopre così che la vera Julia è tutto fuorché una fedele sostenitrice del Partito. Entrambi sanno che la loro relazione può essere mortalmente pericolosa. Infatti i rapporti sessuali tra i membri del Partito sono strettamente proibiti e le relazioni amorose sono viste come qualche cosa di disgustoso, un compito da svolgere esclusivamente per mettere al mondo dei figli che possano servire alla causa del Partito.
Per cercare un po' di riservatezza durante i loro incontri, Winston affitta dal venditore di oggetti antichi, Charrington, una stanza nella sua casa. È proprio lì che i due amanti vengono catturati dalla Psicopolizia e portati presso il Ministero dell'Amore, dove vengono entrambi sottoposti ad un programma di tortura fisica e psicologica al fine di redimere la loro natura anti-governativa nei confronti del Partito. Durante l'interrogatorio di Winston da parte di O'Brien veniamo a sapere che Julia, immediatamente dopo l'arresto, ha confessato tutto tradendo Winston e convertendosi completamente al Partito. La circostanza viene confermata dalla stessa Julia nell'ultima parte del romanzo, dove i due protagonisti si incontrano e ognuno dei due ammette di aver tradito l'altro.